# Because What You Want & What You Get Are Two Completely Different Things Turné
A Because What You Want & What You Get Are Two Completely Different Things Tour a Guns N’ Roses amerikai hard rock banda közelgő koncertturnéja.  A turné 2025. május 1-jén kezdődik Incshon-ban, Dél-Koreában, és 2025. július 31-én a németországi Wacken fesztiválon fejeződik be. Budapesten a negyedik Guns N' Roses koncert lesz, ugyanis 2025. július 15-én ismét begurul a Nightrain Budapestre, hogy megrengessék a Puskás Arénát. 

## A turné dátumai
| Dátum (2025) | Város          | Ország                  | Helyszín                       | Előzenekar   | Részvétel | Bevétel |
| ------------ | -------------- | ----------------------- | ------------------------------ | ------------ | --------- | ------- |
| Május 1.     | Incshon        | Dél-Korea               | Songdo Moonlight Festival Park | -            | -         | -       |
| Május 5.     | Jokohama       | Japán                   | K ARENA                        |              |           |         |
| Május 23.    | Rijád          | Szaúd-Arábia            | Mohammed Abdo Arena            | —            | —         |         |
| Május 27.    | Abu Dzabi      | Egyesült Arab Emírségek | Etihad Arena                   | —            | —         |         |
| Május 30.    | Shekvetili     | Grúzia                  | Shekvetili Park                | Rival Sons   | —         | —       |
| Június 2.    | Isztambul      | Törökország             | Tüpraş Stadyumu                | Rival Sons   | —         | —       |
| Június 6.    | Coimbra        | Portugália              | Estádio Cidade de Coimbra      | Rival Sons   | —         | —       |
| Június 9.    | Barcelona      | Spanyolország           | Estadi Olímpic Lluís Companys  | Rival Sons   | —         | —       |
| Június 12.   | Firenze        | Olaszország             | Ippodromo del Visarno          | Rival Sons   | -         | -       |
| Június 15.   | Hradec Králové | Csehország              | Park 360                       | Rival Sons   |           |         |
| Június 18.   | Düsseldorf     | Németország             | Merkur Spiel-Arena             | Rival Sons   | —         | —       |
| Június 20.   | München        | Németország             | Allianz Arena                  | Rival Sons   | —         | —       |
| Június 23.   | Birmingham     | Anglia                  | Villa Park                     | Rival Sons   | —         | —       |
| Június 26.   | London         | Anglia                  | Wembley Stadium                | Rival Sons   | —         | —       |
| Június 29,   | Aarhus         | Dánia                   | Eskelunden                     | Public Enemy | —         | —       |
| Július 2.    | Trondheim      | Norvégia                | Granåsen                       | Public Enemy | —         | —       |
| Július 4.    | Stockholm      | Svédország              | Strawberry Arena               | Public Enemy | —         | —       |
| Július 7.    | Tampere        | Finnország              | Tampere Stadium                | Public Enemy | —         | —       |
| Július 10.   | Kaunas         | Litvánia                | Darius and Girėnas Stadium     | Public Enemy | —         | —       |
| Július 12.   | Warsó          | Lengyelország           | PGE Narodowy                   | Public Enemy | —         | —       |
| Július 15.   | Budapest       | Magyarország            | Puskás Aréna                   | Public Enemy | —         | —       |
| Július 18.   | Belgrád        | Szerbia                 | Ušće Park                      | Public Enemy | —         | —       |
| Július 21.   | Szófia         | Bulgária                | Vasil Levski National Stadium  | Public Enemy | —         | —       |
| Július 24.   | Bécs           | Ausztria                | Ernst-Happel-Stadion           | Sex Pistols  | —         | —       |
| Július 28.   | Luxembourg     | Luxemburg               | Luxexpo                        | Sex Pistols  | —         | —       |
| Július 31.   | Wacken         | Németország             | Hauptstrasse                   | -            | -         | -       |

## Tagok

### Guns N' Roses
- Axl Rose – ének, zongora,
- Slash – szólógitár, talkbox, slide gitár
- Duff McKagan – basszusgitár, háttérvokál,
- Dizzy Reed – billentyűs hangszerek, zongora, ütőhangszerek, háttérének
- Richard Fortus – ritmusgitár, szólógitár, háttérének
- Frank Ferrer – dob, ütőhangszerek
- Melissa Reese — billentyűs hangszerek, szintetizátorok, háttérének